# Gerhard Strutz
Gerhard Strutz (* 2. April 1943; † 3. November 1998) war ein österreichischer Eisschnellläufer.
Strutz, der für den Wiener Eislauf-Verein startete, wurde im Jahr 1961 österreichischer Juniorenmeister im Kleinen Vierkampf und nahm von 1959 bis 1966 an internationalen Wettbewerben teil. Dabei nahm er an keiner Weltmeisterschaft teil und belegte bei den Olympischen Winterspielen 1964 in Innsbruck den 42. Platz über 5000 m. Seine beste Platzierung bei österreichischen Meisterschaften erreichte er in den Jahren 1964 und 1965 mit dem dritten Platz im Großen Vierkampf.

## Persönliche Bestzeiten
| Disziplin | Zeit        | Datum             | Ort                  |
| --------- | ----------- | ----------------- | -------------------- |
| 500 m     | 44,7 s      | 17. Dezember 1964 | Budapest             |
| 1000 m    | 1:33,7 min  | 11. Dezember 1960 | Wien                 |
| 1500 m    | 2:22,3 min  | 18. Januar 1964   | Innsbruck            |
| 3000 m    | 5:02,0 min  | 29. Januar 1966   | Inzell               |
| 5000 m    | 8:40,6 min  | 8. Januar 1966    | Madonna di Campiglio |
| 10.000 m  | 17:53,4 min | 18. Januar 1964   | Innsbruck            |